# Gisela Steineckert
Gisela Steineckert, née le 13 mai 1931 à Berlin (Allemagne), est une femme de lettres et femme politique est-allemande, connue pour ses livres, ses pièces radiophoniques ainsi que plusieurs scénarios de films. Membre du Parti socialiste unifié d'Allemagne (SED), elle est présidente de la Ligue démocratique des femmes d'Allemagne en 1990.

## Biographie

### Origines et études
Gisela Steineckert est la deuxième fille d'une domestique, qui a ensuite eu deux autres enfants et a survécu à plusieurs avortements. Ses parents ne sont pas mariés. Son père, un tailleur, est alcoolique et parfois violent. En 1939, au début de la Seconde Guerre mondiale, elle est évacuée en Haute-Autriche avec trois de ses frères et sœurs. Peu de temps après, ils sont rejoints par leur mère et le dernier enfant de la fratrie. Son père est enrôlé dans l'armée.
Elle revient avec sa mère et ses frères et sœurs à Berlin en 1946. Son père survit également au conflit. C'est au lendemain de la guerre, à travers des films et des lectures, qu'elle apprend en détail les aspects les plus horribles de la dictature hitlérienne. Elle décroche un emploi d'assistante maternelle et, en novembre 1946, malgré l'opposition de ses parents, elle se lance dans des études de commerce,.

### À l'époque de la RDA

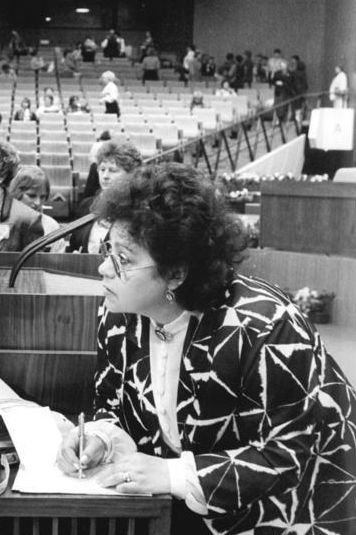
Gisela Steineckert en 1987.

En 1947, âgée de 17 ans, elle épouse Walter Steineckert. Elle devient ensuite réceptionniste, jusqu'à la naissance de leur fille en mai 1951. Elle commence également timidement une carrière d'écrivaine. En 1949, la zone d'occupation soviétique donne naissance à la République démocratique allemande (Allemagne de l'Est), un État socialiste inféodé à l'Union soviétique. En 1953, ses parents et ses frères et sœurs émigrent en Allemagne de l'Ouest. Son mariage se termine en divorce et elle obtient un travail à la mairie de Berlin-Pankow. N'ayant pourtant plus les moyens d'élever sa fille, elle re-épouse son premier mari, avant de se séparer une nouvelle fois de lui en 1957, et ce de façon définitive.
À partir de 1957, elle travaille comme rédactrice indépendante, écrivant des pièces radiophoniques et des articles pour des journaux et des magazines. Pendant son bref remariage avec l'écrivain Heinz Kahlau, elle écrit avec lui sa première pièce de théâtre. En 1962-1963, elle est employée comme journaliste culturelle au magazine satirique Eulenspiegel, tout en continuant, au milieu des années 1960, à écrire des pièces de théâtre. En 1965, elle devient membre de l'exécutif de l'Association des écrivains allemands (de l'Est) pour le district de Berlin.
C'est également en 1965 qu'elle commence à participer au Mouvement de la chanson (Singebewegung (de)), une campagne soutenue par le Parti socialiste unifié d'Allemagne pour redynamiser la musique populaire au bénéfice de l'État. Elle travaille alors en étroite collaboration avec un certain nombre de musiciens (dont Jürgen Walter) et écrit des textes pour des chansons schlager ou pour les enfants.
En 1973, elle épouse Wilhelm Penndorf, alors rédacteur en chef musical à la radio nationale. Elle diminue par la suite son implication dans le milieu musical, alors que son époux abandonne son poste en 1979 pour subvenir aux besoins de sa femme. Cependant, comme les précédents, le mariage ne dure pas.
En 1973, elle devient membre du Comité national des arts du spectacle, un organe consultatif lié au ministère de la Culture. En 1984, le comité est reconfiguré, et Gisela Steineckert en devient la présidente pour les six années suivantes, succédant à Siegfried Wagner. Des rumeurs circulent parmi ses collègues écrivains au sujet de sa proximité avec certains des hiérarques du parti. Son soutien au système de censure est-allemand suscite également l'hostilité d'écrivains et artistes (comme Bettina Wegner), qui se sont retrouvés persécutés par le régime.
Pendant les années 1980, elle continue d'écrire des livres et des articles, et participe avec le compositeur Wolfram Heicking à l'Oktoberklub (de). En 1990, elle est brièvement présidente de la Ligue démocratique des femmes d'Allemagne, jusqu'à la réunification allemande puis présidente d'honneur de l'association qui lui succède, Demokratischer Frauenbund e. V. (« dfb » en minuscule).

### Depuis 1990

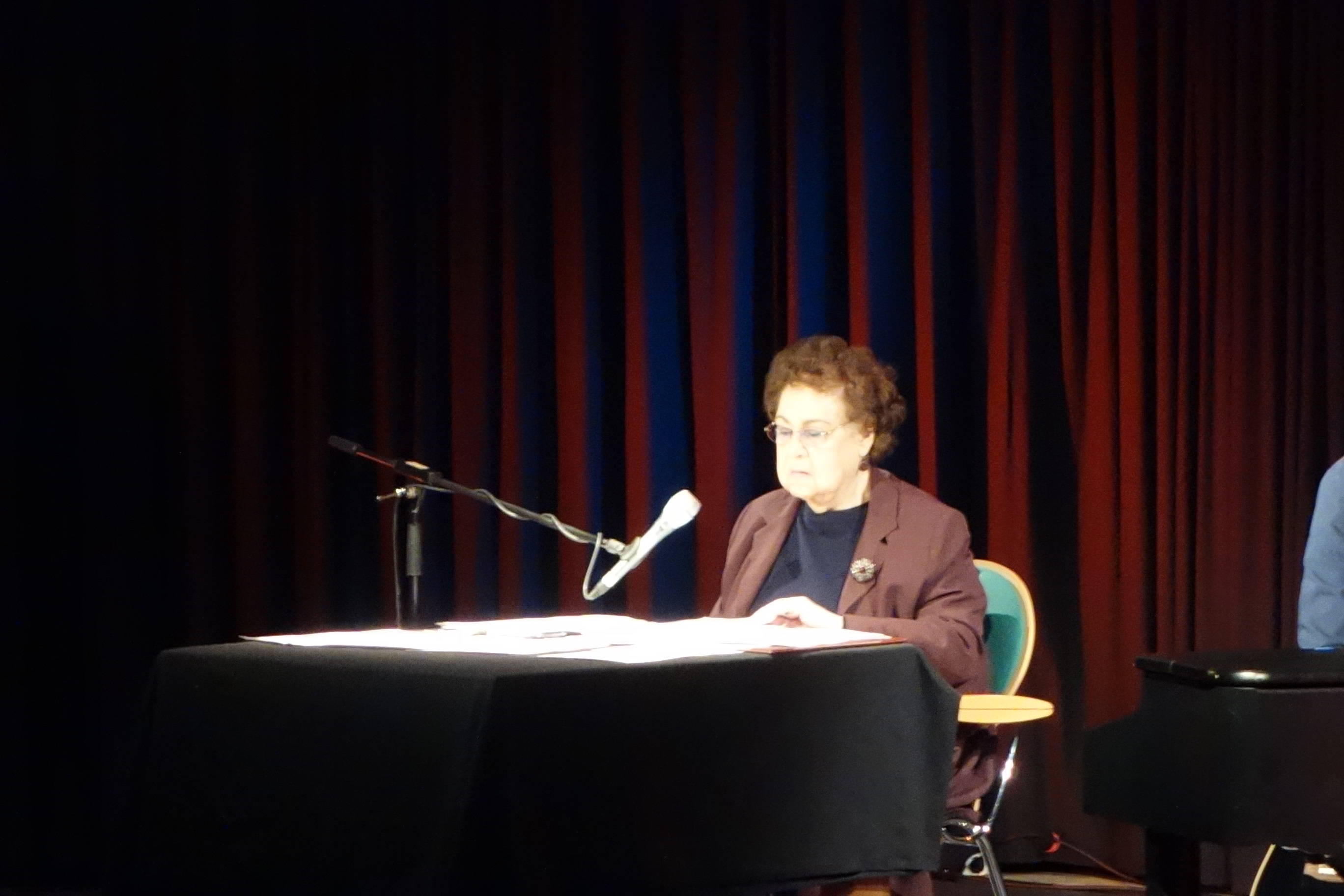
Gisela Steineckert en 2017.

Par la suite, il lui devient difficile de trouver un éditeur, alors que certains de ses anciens livres disparaissent des étagères pour laisser place à des ouvrages d'écrivains occidentaux. Elle conserve cependant une certaine popularité en ex-RDA, où elle continue à écrire des chansons en collaboration avec divers musiciens, à faire des tournées et à donner des lectures. Elle se fait par ailleurs finalement éditer chez Eulenspiegel Verlagsgruppe.

## Décorations
- 1962 : Prix littéraire du FDGB
- 1981 : Ordre du Mérite patriotique (bronze)
- 1987 : Prix national de la République démocratique allemande

## Ouvrages
- Gisela Steineckert, Alt genug um jung zu bleiben., Berlin, Das Neue Berlin, 2006.
- Gisela Steineckert, Aus der Reihe tanzen. Ach Mama. Ach Tochter., Berlin, Verlag Neues Leben, 1992.
- Gisela Steineckert, Brevier für Verliebte., Berlin, Verlag Neues Leben, 1972.
- Gisela Steineckert, Briefe 1961–1983., Berlin, Verlag Neues Leben, 1984.
- Gisela Steineckert, Das Schöne an den Frauen., Berlin, Das Neue Berlin, 1999.
- Gisela Steineckert, Das Schöne an den Männern., Berlin, Das Neue Berlin, 1998 (ISBN 3-360-01232-1).
- Gisela Steineckert, Das Schöne an der Liebe., Berlin, Das Neue Berlin, 2000
- Gisela Steineckert et Arndt Bause, Der Mann mit der goldenen Nase., Berlin, Das Neue Berlin, 1986 (ISBN 3-360-00949-5).
- Gisela Steineckert, Die blödesten Augenblicke meines Lebens., Berlin, Verlag Neues Leben, 1996.
- Gisela Steineckert, Einfach Zuneigung. 22 Beispiele in Prosa., Berlin, Verlag Neues Leben, 1986.
- Gisela Steineckert, Er hat gesagt. EheDialoge., Berlin, Verlag Neues Leben, 1993.
- Gisela Steineckert, Erkundung zu zweit., Berlin, Verlag Neues Leben, 1974.
- Gisela Steineckert, Erster Montag im Oktober. Gedichte., Berlin, Verlag Neues Leben, 1986.
- Gisela Steineckert, Gedichte. (album de poésie), Berlin, Verlag Neues Leben, 1984, chap. 199.
- Gisela Steineckert, Gesichter in meinem Spiegel. Porträts., Berlin, Verlag Neues Leben, 1977.
- Gisela Steineckert, Ich umarme dich in Eile. Briefe an Frauen., Berlin, Verlag Neues Leben, 1992.
- Gisela Steineckert, Laß dich erinnern. Lieder., Berlin, Verlag Neues Leben, 1987.
- Gisela Steineckert, Lieber September. Gedichte., Berlin, Verlag Neues Leben, 1981.
- Gisela Steineckert, Liebesgedichte., Berlin, Hrsg. G. Steineckert, Volk und Welt, 1962.
- Gisela Steineckert, Liederbriefe., Berlin, Henschel-Verlag, 1984.
- Gisela Steineckert, Mehr vom Leben. Gedichte., Berlin, Verlag Neues Leben, 1983.
- Gisela Steineckert, Musenkuß und Pferdefuß. Verse, vorwiegend heiter., Berlin, Hrsg. G. Steineckert, Verlag Neues Leben, 1964.
- Gisela Steineckert, Nachricht von den Liebenden. Gedichte und Photos., Berlin, Hrsg. G. Steineckert, Aufbau-Verlag, 1964.
- Gisela Steineckert (avec Joachim Walther), Neun-Tage-Buch. Die X. Weltfestspiele., Berlin, Verlag Neues Leben, 1974.
- Gisela Steineckert, Nun leb mit mir. Weibergedichte., Berlin, Verlag Neues Leben, 1976.
- Gisela Steineckert, Presente. Gedichte., Berlin, Verlag Neues Leben, 1988.
- Gisela Steineckert, Und dennoch geht es uns gut. Briefe 1992–1998., Berlin, Das Neue Berlin, 1998.
- Gisela Steineckert, ... und mittendrin das dumme Herz., Berlin, Das Neue Berlin, 2005 (ISBN 3-360-01269-0).
- Gisela Steineckert, Unsere schöne Zeit mit dem bösen Rudi., Berlin, Verlag Volk und Wissen, 1988.
- Gisela Steineckert, Veronika Fischer, diese Sehnsucht nach Wärme., Das Neue Berlin,, 2001.
- Gisela Steineckert, Vor dem Wind sein. Lieder., Berlin, Verlag Neues Leben, 1980.
- Gisela Steineckert, Wie ein Waisenkind. Fernseh-Erzählung., Berlin, Eulenspiegel-Verlag, 1970.
- Gisela Steineckert, Wild auf Hoffnung., Berlin, Verlag Neues Leben, 1990.

## Scénarios de films
- 1961 : Steinzeitballade
- 1962 : Auf der Sonnenseite
- 1968 : Leben zu zweit
- 1972 : Die sieben Affären der Doña Juanita (paroles)
- 1974 : Liebe mit 16
- 1976 : Hostess
- 1977 : El Cantor (paroles)
- 1987 : Eifersucht (paroles)
- 1988 : Mensch, mein Papa (paroles)